# Stará Bystrica
Stará Bystrica (węg. Óbeszterce) – wieś i gmina (obec) w powiecie Czadca, kraju żylińskim, w północnej Słowacji. Leży w historycznym regionie Kysuce.

## Położenie
Leży w Beskidach Zachodnich, w dolinie rzeki Bystrica, wg nomenklatury słowackiej oddzielającej tu Kysucké Beskydy (na północy) od Kysuckéj vrchoviny (na południu). Położona jest w środkowej, poszerzonej części ww. doliny, określanej tu jako Bystrická Brázda, tuż powyżej miejsca w którym do Bystricy wpada jej największy lewostronny dopływ, duży potok Radôstka. Centrum wsi leży na wysokości 496 m n.p.m.

## Historia
Na terenie wsi znaleziono kości mamuta i nosorożca włochatego, co świadczy o możliwości przebywania tu ludzi już w okresie paleolitu. Współczesna wieś została założona zapewne ok. 1585 r. w systemie tzw. kolonizacji wałaskiej. Została zasiedlona prawdopodobnie przez polskich osadników z Małopolski i ze Śląska. Należała do „państwa feudalnego” z siedzibą na zamku w Strečnie. Po raz pierwszy wspominana była w 1662 r. jako Vetus Besztercze, później w roku 1773 jako Bistrice, od roku 1808 jako Stará Bystrica. W roku 1784 miała 390 domów z 2264 mieszkańcami, a w roku 1828 - 389 domów i 2751 mieszkańców.
Mieszkańcy zajmowali się hodowlą owiec i bydła w typowej dla tych terenów formie z „folwarkami” (letnimi gospodarstwami) na wyżej położonych łąkach i polanach, pracą w lesie oraz flisactwem (w okresie wiosennym) i tkactwem. Działał tartak, młyn wodny i folusz. W II poł. XVII w. powstał browar, a w następnym stuleciu gorzelnia. W roku 1767 założono tu hamernię (kuźnię) o trzech piecach. Zanikła ona jeszcze przed końcem XVIII w. W XIX w., podobnie jak i w wielu innych wsiach Kysuc, popularne stało się tu druciarstwo: wędrowni druciarze, naprawiający gliniane garnki i wykonujący inne tego typu usługi, docierali również do wsi śląskich i małopolskich. Pod koniec XIX w. silnie zaznaczyła się emigracja do USA.
W latach II wojny światowej góry wokół wsi były terenem działań oddziałów partyzanckich pod dowództwem Morskiego, Jefremowa i Jaromowa. 9 stycznia 1945 r. Niemcy rozstrzelali tu 11 ujętych uczestników Słowackiego Powstania Narodowego. W kwietniu 1945 r., podczas walk z zawzięcie broniącymi się tu Niemcami, większość wsi spłonęła – spaliły się 142 domy. Część mieszkańców wyemigrowała wkrótce do wsi Rovinka w pobliżu Bratysławy.
Po wojnie mieszkańcy systematycznie porzucali pracę na roli i w lesie, szukając jej w tworzących się zakładach w miastach doliny Kisucy, a także w przemyśle Republiki Czeskiej: w trzynieckiej hucie oraz kopalniach Zagłębia Ostrawsko-Karwińskiego. W roku 1953 od Starej Bystricy oddzieliła się Harvelka, tworząc osobną wieś.

## Współczesność
Z końcem lat 90. ub. w. Stará Bystrica zaczęła intensywnie rozwijać jako miejscowość turystyczno-rekreacyjna. Sprzyjała temu podjęta wkrótce kompleksowa przebudowa centrum wsi, w której postawiono nacisk na wyeksponowanie jej walorów historyczno-kulturowych oraz na obsługę ruchu turystycznego.